# Старая Мурава
 Старая Мурава  — село Нижнеломовского района Пензенской области. Входит в состав Верхнеломовского сельсовета.

## География
Находится в северо-западной части Пензенской области на расстоянии приблизительно 6 км на юго-запад от районного центра города Нижний Ломов на правом берегу реки Ломов.

## История
Основана до 1718 года на реке Мураве нижнеломовским монастырём. В 1718 году — деревня Мурава однодворцев, выходцев из Казачьей слободы города Верхнего Ломова. В 1746 году — деревня Нижнеломовского Богородицкого Казанского монастыря, 98 ревизских душ. В 1762 году — деревня Мурава Нор-Ломовского стана Верхнеломовского уезда, вотчина того же монастыря, более 88 ревизских душ. В 1877 году — Верхнеломовской волости, 93 двора. В 1911 году 153 двора. В 1939 году колхоз «Муравей». В 1955 году — центральная усадьба колхоза имени Суворова. В 2004 году — 56 хозяйств.

## Население
Численность населения: 452 человека (1864 год), 530 (1877), 714 (1897), 911 (1911), 910 (1926), 965 (1930), 582 (1959), 373 (1979), 149 (1989), 106 (1996). Население составляло 107 человек (русские 95 %) в 2002 году, 63 в 2010.